# Mirandinha
Mirandinha (Chaval, 1959. július 2. –) brazil válogatott labdarúgó, edző.
A brazil válogatott tagjaként részt vett az 1987-es Copa Americán.

## Statisztika
| Brazil válogatott | Brazil válogatott | Brazil válogatott |
| Időszak           | Mérk.             | gól               |
| ----------------- | ----------------- | ----------------- |
| 1987              | 4                 | 1                 |
| Összesen          | 4                 | 1                 |